# Nodo (telecomunicazioni)
In informatica e telecomunicazioni un nodo è un qualsiasi dispositivo hardware del sistema in grado di comunicare con gli altri dispositivi che fanno parte della rete; può quindi essere un computer, una stampante, un fax, un modem ecc. In ogni caso il nodo deve essere dotato di una scheda di rete.
I nodi sono collegati tra loro da un pannello di connessione (in inglese Hub), chiamato anche concentratore, che ha la funzione di semplificare la connessione fisica tra i vari nodi e di instradare i segnali che vengono inviati da un nodo all'altro.
Nelle reti di telecomunicazioni indica genericamente un dispositivo ricetrasmittente di elaborazione che può essere posizionato ai bordi della rete stessa (nodo terminale (host) client o server) oppure al suo interno come nodo di transito ovvero di commutazione tra varie linee di uscita, ad esempio nella rete di trasporto.
In questo caso il termine e il concetto di nodo sono mutuati dalla teoria dei grafi, con la quale è possibile rappresentare formalmente la topologia di una rete di telecomunicazioni attraverso il rispettivo grafo. In un grafo, un nodo (o vertice) è il punto in cui convergono o dipartono più archi (che in questo caso rappresentano link o collegamenti fisici) con altri nodi.